# Furchadaspis zamiae
Furchadaspis zamiae är en insektsart som först beskrevs av Gary Scott Morgan 1890.  Furchadaspis zamiae ingår i släktet Furchadaspis och familjen pansarsköldlöss. Inga underarter finns listade i Catalogue of Life.